# Amor de aire
«Amor de aire» es una canción compuesta por el músico argentino Edelmiro Molinari e interpretada por Almendra en el álbum doble Almendra II de 1970, segundo y último de la banda. El álbum fue calificado por la revista Rolling Stone y la cadena MTV como #40 entre los cien mejores discos de la historia del rock nacional argentino.
Almendra estuvo integrada por Luis Alberto Spinetta (primera voz y guitarra), Edelmiro Molinari (voz, primera guitarra y órgano), Emilio del Guercio (voz, bajo, órgano y piano) y Rodolfo García (voz y batería). En el tema la primera voz es de Edelmiro Molinari.

## Contexto
En 1970 el mundo sufría la Guerra Fría. Argentina vivía bajo una dictadura que había disuelto todos los partidos políticos y que buscaba garantizar la alineación de la Argentina con los Estados Unidos en aquella confrontación global. Tres años antes el Che Guevara había sido asesinado mientras organizaba un movimiento guerrillero en Bolivia. En Argentina desde el año anterior habían comenzado a producirse levantamientos populares insurreccionales como el Rosariazo y el Cordobazo, con participación masiva de la juventud, que se había convertido en esos años en un sujeto histórico novedoso. Ese año aparecerían las dos grandes organizaciones guerrilleras que actuaron en el país, Montoneros -de tendencia peronista- y el Ejército Revolucionario del Pueblo (ERP) -de tendencia marxista-.  
Almendra, banda liderada por Luis Alberto Spinetta, apareció en 1969, renovando radicalmente la música popular argentina y latinoamericana, especialmente el rock cantado en español. Junto a Los Gatos -banda precursora- y Manal, Almendra es considerada parte del trío fundador del "rock nacional", como se conoció en Argentina ese movimiento musical, generacional y cultural.
Al finalizar 1969 Almendra publicó un álbum revolucionario sin título, con un dibujo caricaturizado de un extraño hombre en la tapa, conocido luego como Almendra I, que alcanzó un éxito histórico. Prácticamente todos los temas de ese álbum se volvieron clásicos del rock nacional ("Plegaria para un niño dormido", "Ana no duerme", "Fermín", "A estos hombres tristes", "Color humano", "Figuración") y por sobre todos ellos "Muchacha (ojos de papel)", que se convirtió en un hit histórico, mantenido a través de las décadas.
Convertidos en estrellas de rock, Almendra encaró 1970 con el proyecto de preparar una ópera rock. Sin embargo, las presiones de la fama y las diferencias entre los proyectos musicales de sus integrantes, produjeron una crisis interna del grupo que llevó a la sorpresiva separación de la banda en septiembre de 1970.
Ya separados, a fines del año 1970, con material grabado entre julio y octubre, lanzaron Almendra II, un álbum doble completamente diferente de Almendra I, mucho más roquero y psicodélico, influido por el consumo de LSD, que muestra los diferentes enfoques de los miembros de la banda y la necesidad de experimentación que sentían.

## Edelmiro como autor
Edelmiro Molinari ya había grabado con Almendra, en el primer álbum, el tema "Color humano", tema que daría nombre a la banda que Edelmiro lideraría luego de que la disolución de Almendra.
En Almendra II Edelmiro aporta cinco temas: "No tengo idea", "Mestizo", "Aire de amor", "Amor de aire" y "Verde llano".
Admirador de la música afroestadounidense, Edelmiro desarrolló un estilo muy original de combinación del rock y el blues, con mucho componente electrónico centrado en su capacidad para tocar la guitarra eléctrica (calificado por Rolling Stone como el 11º  mejor guitarrista en la historia argentina), con letras basadas en experiencias personales y un modo de cantar propio.

## El tema
El tema es el 16º track del Disco 2 (Lado B) del álbum doble Almendra II y se relaciona inmediatamente con "Aire de amor", un tema con título en espejo también de Molinari que fue incluido en el lado A del Disco 1.
Se trata de un blues de estilo country que expresa el estilo original que supo Edelmiro Molinari darle a sus canciones y que se desarrollaría en Color Humano. 
La letra narrada en tercera persona del singular habla del amor que Edelmiro sentía por una mujer que "ha venido del campo" y ante la cual cayó "diluido en sus sueños":

Ella ha venido, sí
ha venido del campo.
Ella ha venido
a visitar la ciudad.
Los patos se alegran al verla regresar,
acompañada...
"Amor de aire" (fragmento)

Por entonces Edelmiro Molinari se había enamorado de Gabriela y se habían ido a vivir juntos. En 1974 ambos emigrarían a Estados Unidos.
Gabriela literalmente "venía del campo", porque había pasado su infancia en el campo familiar en la localidad de Rauch, en la región pampeana. Al año siguiente se instalaría como la primera cantante del rock nacional argentino, lanzaría su primer disco simple, "La campesina del sol", que aludía precisamente a su procedencia rural, y en 1972 lanzaría su álbum Gabriela, con una tapa en la que Gabriela aparece montando un caballo en pleno campo.
En un reportaje realizado en 2000 Gabriela confirma la estrecha relación emocional con el campo que tuvo toda la vida:

A mí la gran ciudad no me gusta, pero no puedo ir al campo, a Rauch, donde está el campo de la familia, tanto como quisiera. Las ciudades grandes me gustan un ratito, después me gusta el contacto con la naturaleza. Algún día voy a terminar viviendo en un lugar más desolado. No quiero envejecer en una gran ciudad donde tenga miedo de que me pisen, que me tenga que apurar para cruzar la calle. No. Vos ves a los viejos muertos de miedo en la ciudad. Mi punto de referencia en el mundo no es Buenos Aires. Es el paisaje pampeano.
Gabriela

Gabriela ha aludido al machismo reinante en el rock argentino de aquellos años y criticado duramente la invisibilización que le hicieron las grandes figuras, a pesar incluso de haber formado una super banda con ella, grabando el álbum Gabriela y haber tenido un notable éxito en los recitales masivos:

Ninguno de ellos, salvo Edelmiro, me menciona cuando nombran su recorrido artístico. Este todavía sigue siendo un país machista.
Gabriela